# La Mina (album)
La Mina è il ventottesimo album in studio della cantante italiana Mina, pubblicato nell'ottobre 1975 dalla PDU con distribuzione EMI Italiana.

## Descrizione
Secondo LP di un album doppio di inediti (il quale includeva anche Minacantalucio) che ormai la cantante pubblica sistematicamente nell'autunno di ogni anno; i cui dischi vengono poi venduti anche singolarmente.
Distribuito anche su MC (PDU PMA 637) e CD (PDU CDP 7902792). In Spagna nel 1976 su LP e MC dalla Odeon (C 262-98.357).
La foto di copertina venne scattata durante la registrazione del videoclip per il programma Adesso musica, con il brano Distanze.

## I brani
- Uappa
Un provino, precedentemente registrato da Patty Pravo e intitolato Non posso fare a meno di te (uappa), doveva essere incluso, assieme ad altri brani della cantante, in un suo LP dal titolo "Alaska" mai realizzato, previsto per il 1975 e prodotto da Maurizio Vandelli. La versione della Pravo compare per la prima volta nel 1990 all'interno del disco "inediti 1972-1978" e poi in altre compilation successive.

Il brano in italiano cantato da Mina è lato B di un singolo del 1976 destinato al mercato giapponese.
L'edizione in inglese, sempre di Mina, intitolata Love me (testo di Norman Newell) è reperibile nell'album Mina (1978) distribuito solo nel Regno Unito e sul CD internazionale I Am Mina (2011).
- L'importante è finire
Brano di punta del disco, è uno dei successi più significativi nella discografia di Mina e anche l'unica canzone estratta dall'album su un singolo che lo anticipa e della quale sia stato girato un video, ancora una volta per la trasmissione Adesso musica.

- Quasi come musica
Cover di A Song for You incisa nel 1970 dall'autore Leon Russell.

- Racconto e Come un uomo
Sono rispettivamente traduzioni di Bruno Lauzi dei brani originali C'est comme l'arc en ciel e Comme un homme di Hubert Giraud (testi Pierre Delanoë), che Mina incide anche in francese inserendoli nella raccolta Mina del 1976, venduta solo oltralpe, e più tardi nel CD Je suis Mina (2011).

- Tu no
Alla stesura della musica partecipa anche Antonio Coggio, già collaboratore di Claudio Baglioni; entrambi grandi "avversari" di Mina nelle classifiche del periodo.

## Tracce
Lato A
1. Uappa – 3:20 (testo: Luigi Albertelli – musica: Enrico Riccardi; edizioni musicali PDU/Ritmi e canzoni)
2. Ti accetto come sei – 3:54 (testo: Gino Paoli, Lorenzo Raggi – musica: Brenna [3]; edizioni musicali PDU/Senza fine)
3. Quasi come musica (A Song for You) – 4:19 (testo: Gino Paoli, Claudio Daiano – musica: Leon Russell; edizioni musicali PDU/Senza fine)
4. Racconto (C'est comme l'arc en ciel) – 3:44 (testo: Bruno Lauzi – musica: Hubert Giraud, Claude Lemesle, Rachid Bahri; edizioni musicali PDU)
5. Signora più che mai – 4:47 (testo: Franca Evangelisti – musica: Fabio Massimo Cantini; edizioni musicali PDU/RCA)

Lato B
1. Immagina un concerto – 4:13 (testo: Andrea Lo Vecchio – musica: Shel Shapiro; edizioni musicali PDU/Shesha)
2. L'importante è finire – 3:21 (testo: Cristiano Malgioglio – musica: Alberto Anelli; edizioni musicali PDU/Curci)
3. Come un uomo (Comme un homme) – 3:07 (testo: Bruno Lauzi – musica: Hubert Giraud; edizioni musicali PDU)
4. Tu no – 6:08 (testo: Franca Evangelisti – musica: Fabio Massimo Cantini, Antonio Coggio; edizioni musicali PDU/RCA)
5. Di già – 3:25 (testo: Andrea Lo Vecchio – musica: Shel Shapiro; edizioni musicali PDU/Shesha)

## Arrangiamenti e direzione d'orchestra
- Enrico Riccardi - Uappa
- Pino Presti: Ti accetto come sei, Quasi come musica (A Song for You), L'importante è finire, Di già
- Gabriel Yared - Racconto (C'est comme l'arc en ciel), Come un uomo (Comme un homme)
- Toto Torquati - Signora più che mai e Tu no
- Shel Shapiro - Immagina un concerto

Tecnico del suono: Nuccio Rinaldis